# Elsa Lila
Elsa Mariana Lila, född 15 juni 1981 i Tirana, är en musiker från Albanien verksam i Italien.
Elsa Lila har vunnit Festivali i Këngës två gånger. År 1996 vann hon som femtonåring tävlingen för första gången med sitt bidrag "Pyes lotin". Hon upprepade bedriften året därpå när hon vann med låten "Larg urrejtje". Lila vann även den första upplagan av Kënga Magjike 1999 med låten "Vetëm një fjalë". År 2003 debuterade hon i italienska Sanremofestivalen med låten "Valeria" och 2007 deltog hon med "Il senso della vita". I december år 2007 var hon tillsammans med Pirro Çako värd för Festivali i Këngës 46 som vanns av Olta Boka. Hon var även värd året därpå, som vanns av Kejsi Tola.
Lila är gift och har en dotter. I valrörelsen kring parlamentsvalet i Albanien 2013 stödde hon Albaniens socialistparti och dess partiledare Edi Rama.